# Pilema clypeata
Pilema clypeata är en kackerlacksart som beskrevs av Henri Saussure 1873. Pilema clypeata ingår i släktet Pilema och familjen jättekackerlackor. Inga underarter finns listade i Catalogue of Life.